# Zarnewanz
Zarnewanz ist eine Gemeinde im Landkreis Rostock in Mecklenburg-Vorpommern (Deutschland). Die Gemeinde wird vom Amt Tessin mit Sitz in der gleichnamigen Stadt verwaltet.

## Geographie
Zarnewanz liegt in leicht hügeligem Grundmoränenlandschaft zwei Kilometer vom Recknitztal entfernt. Der etwa 25 Kilometer östlich von Rostock gelegene Ort befindet sich in unmittelbarer Nachbarschaft zur Kleinstadt Tessin. Teile des Gemeindegebietes sind Bestandteil des Naturschutzgebietes Reppeliner Bachtal.
Umgeben wird Zarnewanz von den Nachbargemeinden Gnewitz im Norden, Thelkow im Osten, Tessin im Süden sowie Sanitz im Westen.
Zu Zarnewanz gehört der Ortsteil Stormstorf.

## Geschichte
Stormstorf wurde erstmals 1268 erwähnt. Das Gut war im Besitz der Familien von der Lühe (1518 bis 1872), führend Eggerd Augustin von der Lühe († 1762).  und der Grafen von Bassewitz. Es wurde ab ca. 1929 aufgesiedelt. Das Gutshaus stammt aus dem Jahr 1871. Am 1. Juli 1950 wurde Stormstorf eingemeindet. Nach 1960 wurden die LPGen Typ I und Typ III (Heimatland) gegründet, aus denen 1972 die KAP und die Tier- und Pflanzenproduktion entstanden.
Zarnewanz wurde erstmals 1268 urkundlich erwähnt und hatte früher den wendischen Namen Zarnivas (Schwarzbart). Es gehörte damals Georg von York und dann dem Kloster Doberan. Fünf Bauern wohnten 1622 nachweisbar im Ort. Es war von 1518 eine Pertinenz (Nebengut) von Stormstorf. Die Familie von der Lühe verlegte 1748 ihren Wohnsitz nach Zarnewanz, das nun bis 1872 ihr Hauptgut war. Eines der bekanntesten Vertreter wurde August Eggert (Augustin Eckhard) von der Lühe-Zarnewanz († 1828), verheiratet mit Agnes Sophie von Kardorff († 1818). Ihr Schwiegersohn war Kuno von der Kettenburg-Matgendorf. Die Familie von Bassewitz war danach Gutsbesitzer. In Zarnewanz lebte die Familie des Grafen David Traugott A. W. M. von Bassewitz-Levetzow, Min. Rat a. D. Zarnewanz, sowohl Lehngut wie auch Familienfideikommiss, gut war später ein Nebensitz der Grafen Bassewitz aus der Linie Dalwitz, ihr regionales Hauptgut war Barkvieren. Von 1928 bis 1932 wurde Zarnewanz aufgesiedelt und modernisiert. 1931 entstand die Feuerwehr und ein Kirchsaal im Gutshaus sowie 1935 ein Erntekindergarten.
In Zarnewanz war einst ein Haltepunkt der 1895 von Rittergutsbesitzern- und Pächtern gegründeten Schmalspurbahn Tessin.
Ab 1949 gab es die Maschinen-Ausleih-Stationen (MAS), 1950 die Maschinen-Traktoren-Station (MTS) und die Bäuerliche Handelsgenossenschaft (BHG). 1952 bildete sich der Örtliche Landwirtschafts-Betrieb (ÖLB) und die erste LPG Typ I sowie 1960 die LPG Typ III. 1960 kam die erste Wasserleitung und 1978 die erste Abwasserleitung.

## Sehenswürdigkeiten
- Gutshaus Stormstorf von 1871 und Park
- Großsteingräber, ursprünglich drei, nach Ausbeutung der Steine um 1900 nur noch eines

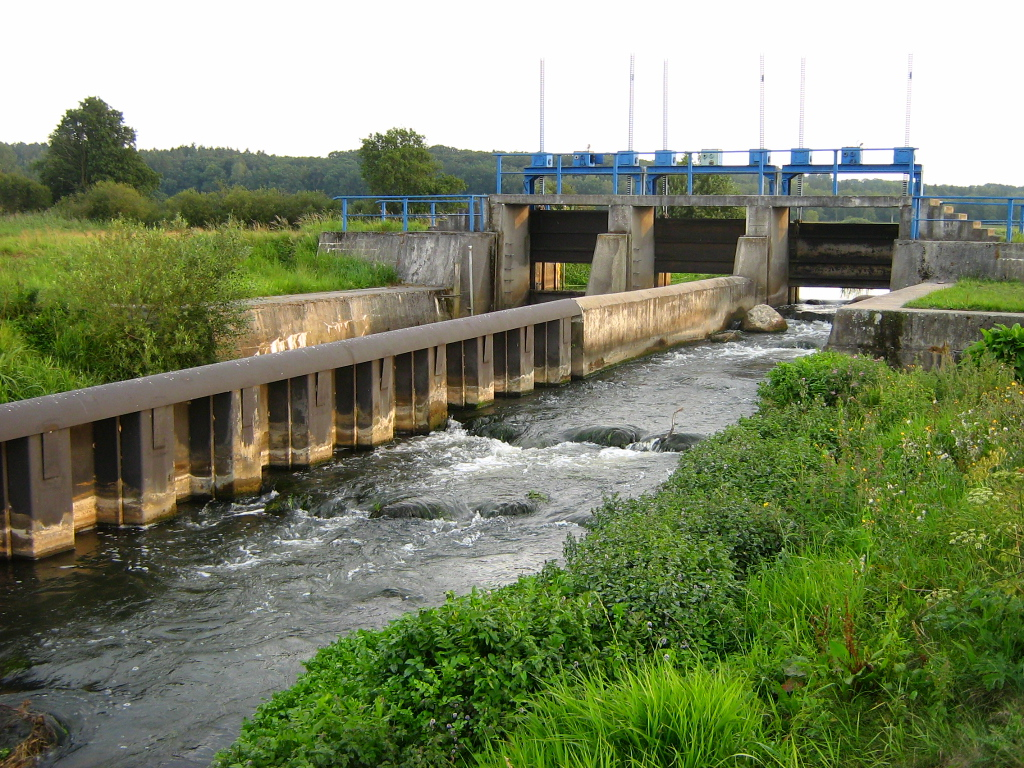
Recknitz-Wehr in Zarnewanz

## Belege
1. ↑  Statistisches Amt M-V – Bevölkerungsstand der Kreise, Ämter und Gemeinden 2023 (XLS-Datei) (Amtliche Einwohnerzahlen in Fortschreibung des Zensus 2022) (Hilfe dazu).
2. ↑  Moritz Maria von Weittenhiller: Genealogisches Taschenbuch der Ritter- u. Adels-Geschlechter. 1879. Vierter Jahrgang, Buschak & Irrgang, Brünn / Wien 1878, S. 321.
3. ↑  Gothaisches Genealogisches Taschenbuch der Adeligen Häuser. Der in Deutschland eingeborene Adel (Uradel). 1901. Zweiter Jahrgang, Justus Perthes, Gotha 1900, S. 580.
4. ↑  Herrmann A. L. Degener (Hrsg.): Wer ist`s? Zeitgenossenlexikon. 1. Ausgabe, Selbstverlag, Leipzig 1905, S. 33.
5. ↑  Adolf Freiherr Maltzan: Handbuch des Grundbesitzes im Deutsche Reiche. Vollständiges Adressbuch. Mecklenurg-Schwerin und - Strelitz. Oldenburgisches Landesteil. Lübeck. Hansestädte Bremen, Lübeck, Hamburg. 4. Auflage, Nicolai R. Stricker, Berlin 1924, S. 188 f.
6. ↑  Handbuch der Gesellschaften mit beschränkter Haftung im Deutsche Reiche. Ein Hand- und Nachschlagebuch für Bankiers, Kaufleute, Industrielle, Kapitalisten etc. A. Schumann`s Verlag, Leipzig 1898, S. 118.